# Pogrom w Stambule
Pogrom w Stambule – pogrom w dniach 6–7 września 1955 r. skierowany przeciwko ludności chrześcijańskiej (szczególnie greckiej i ormiańskiej) oraz żydowskiej Stambułu i innych miast Turcji.
Powodami pogromu były przede wszystkim dwa nakładające się czynniki: narastający nacjonalizm turecki (w tym okresie związany ściśle z polityką Adnana Menderesa, której daleko idącym celem pozostawało jednolite, islamskie i tureckie państwo) oraz mająca długie tradycje niechęć grecko-turecka, odzwierciedlająca się w tym okresie m.in. w konflikcie o status Cypru.
Według greckich źródeł obrabowano i zniszczono wtedy 4,5 tysiąca greckich domów mieszkalnych, 3,5 tysiąca greckich przedsiębiorstw, 90 obiektów religijnych oraz 36 szkół w 45 miejscowościach. Liczba ofiar śmiertelnych wyniosła – według różnych źródeł – od 11 do 15 osób. Władze praktycznie nie interweniowały.
Wskutek pogromu (oraz okoliczności, które go wywołały) bardzo nasiliła się fala emigracyjna ludności greckiej i żydowskiej z terytorium Turcji. W 1960 r. wojsko tureckie obaliło rząd Adnana Menderesa, a on sam został oskarżony m.in. o podsycanie nienawiści przeciwko mniejszości greckiej i stracony rok później.